# Vasilij Zajcev
Vasilij Zajcev (ruski: Василий Григорьевич Зайцев) je bio sovjetski snajperist za vrijeme Drugog svjetskog rata. Istaknuo se u bitci za Staljingrad gdje je između 10. studenog i 17. prosinca 1942. ubio 225 vojnika i časnika Wehrmachta, uključujući i 11 neprijateljskih snajperista.

## Rani život
Zajcev je rođen u malom uralskom selu Jeleninka (Jeleninskoje). Ondje je naučio baratati puškom loveći vukove i jelene.
Svog prvog vuka ubio je u dobi od pet godina. Njegovo prezime prevedeno s ruskog znači zec. Nosio je nadimak Vasya.

## Ratna karijera
Zajcev je služio u sovjetskoj ratnoj mornarici kao činovnik u Vladivostoku. Kada je nacistička Njemačka započela operaciju Barbarossu tj. napad na SSSR on se dobrovoljno premješta na prvu crtu obrane domovine.
Dana 22. rujna 1942. Zajcev prelazi Volgu i priključuje se 1047. streljačkoj pukovniji, 284. streljačke divizije, 62. ruske Armije koju je vodio general Nikolaj Batyuk. Jednog dana zapovjednik ga je pozvao i pokazao mu na neprijateljskog vojnika kako se skriva na prozoru udaljenom oko 800 metara. Zajcev je nanišanio sa svojom puškom Mosin-Nagant te ubio vojnika. Zatim su se na prozoru pojavila još dva njemačka vojnika te je on ubio i njih. Zbog ta tri fenomenalna hica nagrađen je medaljom za hrabrost i darovan mu je snajper. On je bio heroj demoraliziranih sovjetskih vojnika. Generalštab mu je dao zadaću obučavanja 28 snajperista koji su poslije dobili nadimak Zajčata u prijevodu Zečja djeca. Vjeruje se da su njegovi učenici ubili između 1000 i 3000 neprijateljskih vojnika.

## Poslije rata
Nakon rata Zajcev se preselio u Kijev gdje je studirao na Sveučilištu tekstila prije nego što je dobio posao kao inženjer.
Postaje direktorom tekstilne tvornice u Kijevu gdje ostaje do svoje smrti 1991. godine, samo 10 dana prije raspada SSSR-a. Pokopan je u Kijevu, iako mu je posljednja želja bila da se ukopa u Staljingradu, ali je ipak 31. siječnja 2006. eshumiran i pokopan uz sve vojne počasti na groblju u Volgogradu (bivši Staljingrad). Široj svjetskoj javnosti postao je poznat nakon filma Neprijatelj pred vratima, gdje ga je kao glavnu ulogu odigrao Jude Law.